# Wadim Klimienko
Wadim Aleksandrowicz Klimienko, ros. Вадим Александрович Клименко (ur. w 1901 r., zm. 1 maja 1978 w Madrycie) – rosyjski, a następnie emigracyjny działacz skautowski, wojskowy armii hiszpańskiej (major).
Działał w ruchu skautowskim. Objął dowodzenie 12 Oddziału „Wołk” 2 Drużyny Skautów w Piotrogradzie. Zmobilizowano go do armii rosyjskiej. Brał udział w końcowym okresie I wojny światowej. W 1918 r. dowodził 1 Oddziałem Skautów w Nowoczerkasku. W 1919 r. pracował tam ze skautami 4 Oddziału „Wołk” 2 Drużyny. W tym samym roku wstąpił do wojsk Białych gen. Antona I. Denikina. Służył w Kliastickim Pułku Husarzy. Doszedł do stopnia wachmistrza. Był ranny. W listopadzie 1920 r. wraz z wojskami Białych został ewakuowany z Krymu do Gallipoli. Na emigracji zamieszkał w Niemczech. Następnie przeniósł się do Francji, gdzie kontynuował działalność skautowską. W 1925 r. objął funkcję adiutanta francuskiego oddziału Narodowej Organizacji Skautów Rosyjskich (NORS). Od 1928 r. pełnił funkcję zastępcy dowódcy brygady NORS w Montargis. Otrzymał zadanie utworzenia w Paryżu oddziału tzw. uszkujników, po czym objąć dowodzenie nim. Po wybuchu wojny domowej w Hiszpanii w 1936 r., wstąpił do wojsk frankistowskich. Służył w rosyjskim oddziale Tercio Donna Maria de Molina. Po zakończeniu działań wojskowych zamieszkał w Madrycie, gdzie pracował w szkole doskonalenia jazdy wierzchniej. Otrzymał stopień porucznika kawalerii. Po ataku wojsk niemieckich na ZSRR latem 1941 r., wstąpił do nowo formowanej tzw. Dywizji Błękitnej, w szeregach której walczył na froncie wschodnim. Odmroził obie nogi, w wyniku czego zostały one amputowane. Pomimo tego po powrocie do Hiszpanii ukończył szkołę oficerską, po czym służył w oddziałach kawalerii. Doszedł do stopnia majora.